# Apodemini
Apodemini là một tông thuộc phân họ Chuột Cựu Thế giới (Murinae). Tông này bao gồm 2 chi còn tồn tại: một chi phân bố rộng khắp lục địa Á-Âu, và chi còn lại là đặc hữu của quần đảo Ryukyu. Rất nhiều chi hóa thạch được tìm thấy lục địa Á-Âu, với một chi nổi bật (Rhagamys) từng tồn tại tại đảo Sardegna và Corse cho đến ít nhất là thiên niên kỷ 1 TCN, khi nó có khả năng bị xóa sổ bởi hoạt động của con người.

## Phân loại

### Chi còn tồn tại
- Apodemus
- Tokudaia

### Chi hóa thạch
- †Parapodemus
- †Progonomys[5]
- †Rhagamys
- †Rhagapodemus
- †Stephanomys